# Paschal Topno
Paschal Topno, S.I. (Torpa, 15 de junio de 1932 - Ambikapur, Chhattisgarh, 6 de abril de 2025) fue un prelado católico indio. Fue obispo de Ambikapur entre 1985 y 1994, y arzobispo de Bhopal entre 1994 y 2007.